# Spengler Cup 1978
Der Spengler Cup 1978 (französisch Coupe Spengler 1978) war die 52. Auflage des gleichnamigen Wettbewerbs und fand vom 26. bis 30. Dezember 1978 im Schweizer Luftkurort Davos statt. Als Spielstätte fungierte das dortige Eisstadion.
Es siegte der ASD Dukla Jihlava, der alle seiner vier Partien gewann, vor dem AIK Stockholm. Es war der insgesamt vierte Turniersieg des tschechoslowakischen Armeeklubs nach 1966, 1967 und 1969. Der Gastgeber HC Davos nahm wie in den Vorjahren nicht am Turnier teil und wurde von Schweizer Seite durch die landeseigene Nationalmannschaft vertreten. Der Tschechoslowake Miloš Kupec war mit sieben Scorerpunkten, darunter fünf Tore, erfolgreichster Akteur des Turniers.

## Modus
Die fünf teilnehmenden Teams spielten in einer Einfachrunde im Modus «jeder gegen jeden», so dass jede Mannschaft vier Spiele bestritt. Die punktbeste Mannschaft errang den Turniersieg.

## Turnierverlauf
| Dezember 1978 | Schweiz | 1:10 (0:1, 0:5, 1:4) | HK Spartak Moskau | Eisstadion, Davos |

| Dezember 1978 | ASD Dukla Jihlava | 9:0 (2:0, 4:0, 3:0) | Düsseldorfer EG | Eisstadion, Davos |

| Dezember 1978 | AIK Stockholm | 7:2 (1:0, 4:1, 2:1) | Düsseldorfer EG | Eisstadion, Davos |

| Dezember 1978 | Schweiz | 1:3 (0:0, 1:1, 0:2) | ASD Dukla Jihlava | Eisstadion, Davos |

| Dezember 1978 | HK Spartak Moskau | 2:3 (0:1, 1:2, 1:0) | AIK Stockholm | Eisstadion, Davos |

| Dezember 1978 | Schweiz | 4:5 (0:0, 1:1, 3:4) | Düsseldorfer EG | Eisstadion, Davos |

| Dezember 1978 | ASD Dukla Jihlava | 2:1 (0:1, 1:0, 1:0) | AIK Stockholm | Eisstadion, Davos |

| Dezember 1978 | HK Spartak Moskau | 6:4 (3:1, 1:1, 2:2) | Düsseldorfer EG | Eisstadion, Davos |

| Dezember 1978 | Schweiz | 1:8 (0:4, 1:3, 0:1) | AIK Stockholm | Eisstadion, Davos |

| Dezember 1978 | ASD Dukla Jihlava | 4:3 (2:1, 2:1, 0:1) | HK Spartak Moskau | Eisstadion, Davos |

| Pl. |                   | Sp | S | U | N | Tore  | Punkte |
| --- | ----------------- | -- | - | - | - | ----- | ------ |
| 1.  | ASD Dukla Jihlava | 4  | 4 | 0 | 0 | 18:05 | 8:0    |
| 2.  | AIK Stockholm     | 4  | 3 | 0 | 1 | 19:07 | 6:2    |
| 3.  | HK Spartak Moskau | 4  | 2 | 0 | 2 | 21:12 | 4:4    |
| 4.  | Düsseldorfer EG   | 4  | 1 | 0 | 3 | 11:26 | 2:6    |
| 5.  | Schweiz           | 4  | 0 | 0 | 4 | 07:26 | 0:8    |